# Abraham Tchuenté
Abraham Tchuenté est un magistrat camerounais né en 1950 à Bayangam, dans le département du  Koung-Khi, Région de l'Ouest et mort le 28 juin 2009 à Yaoundé. Il est président de la Chambre des Comptes de la Cour suprême d'avril 2004 au juin 2009.

### Jeunesse et études
Abraham Tchuenté est né à Bayangam, dans le département du  Koung-Khi, Region de l'Ouest Cameroun en 1950. Il fait partie de la promotion de 1969 de l'École nationale d'administration et de magistrature du Cameroun.

### Carrière
Après le poste de conseiller de la Cour suprême du Cameroun, Abraham Tchuenté est nommé en avril 2004, président de la Chambre des Comptes de la Cour suprême. Poste qu'il occupe jusqu'à son décès le 28 juin 2009 à Yaoundé.
Il est inhumé à Bayangam.